# Gran Premio del Brasile 1981
Il Gran Premio del Brasile 1981 è stata la seconda prova della stagione 1981 del Campionato mondiale di Formula 1. Si è corsa domenica 29 marzo 1981 sul Circuito di Jacarepaguá, sito nei pressi di Rio de Janeiro. La gara è stata vinta dall'argentino Carlos Reutemann, su Williams-Ford Cosworth; per il vincitore si trattò dell'undicesimo successo nel mondiale. Ha preceduto sul traguardo l'australiano Alan Jones anch'egli su Williams-Ford Cosworth e l'italiano Riccardo Patrese su Arrows-Ford Cosworth.

## Vigilia

### Aspetti tecnici
Il Gran Premio del Brasile tornò a disputarsi sul Circuito di Jacarepaguá, vicino a Rio de Janeiro. Il tracciato aveva già ospitato un'edizione del Gran Premio del Brasile, nel 1978, vinta da Carlos Reutemann su Ferrari.
Il 19 marzo il Tribunale della Commissione Sportiva della Federazione Statunitense di Atlanta dichiarò che la Lotus 88, considerata non regolare dai commissari del Gran Premio di Long Beach, era invece da considerarsi come legale. Bernie Ecclestone riunì a Rio de Janeiro una riunione degli altri costruttori e inviò reclamo ai commissari brasiliani. Sette scuderie ricorsero contro la Lotus 88, ma non la Brabham, la scuderia di Ecclestone, anch'essa con una vettura considerata al limite del regolamento, tanto da venir criticata apertamente da Carlo Chiti, responsabile dell'Alfa Romeo.
Al giovedì i commissari giudicarono ancora la vettura come regolare e venne ammessa alle prove libere. La monoposto, da ferma, era a 6 centimetri dal suolo.

### Aspetti sportivi
Alla Tyrrell l'argentino Ricardo Zunino sostituì Kevin Cogan. Zunino, che aveva corso la prima parte della stagione 1980 con la Brabham, sempre col team di Bernie Ecclestone aveva disputato il GP del Sudafrica, prova non valida per il campionato, corsa a febbraio.
Nelle prove libere effettuate al mercoledì sulla pista brasiliana il miglior tempo fu fatto da Carlos Reutemann su Williams, in 1'37"486. In questa sessione Elio De Angelis utilizzò la controversa Lotus 88, cogliendo il quinto tempo, staccato di un secondo e due decimi dal tempo dell'argentino. I commissari però videro che la vettura toccava a terra durante la marcia e decisero di squalificarla per le prove ufficiali.
La Ligier rimise al volante il titolare Jean-Pierre Jabouille al posto del suo sostituto Jean-Pierre Jarier. La casa francese però fece testare nelle libere tutti e tre i suoi piloti (compreso l'altro titolare Jacques Laffite). Jarier si comportò meglio del rientrante Jabouille e venne così confermato per il gran premio. L'Ensign fece provare il colombiano Ricardo Londoño: la FISA vietò però al pilota di correre le qualifiche, per l'assenza della Superlicenza. Al suo posto il team britannico proseguì a far correre Marc Surer. La presenza del colombiano, che sarebbe stato il primo pilota della sua Nazione a correre nel mondiale di F1, era stata contestata dagli altri piloti, a causa della sua scarsa esperienza.

## Qualifiche

### Resoconto
La Lotus 88 venne ripresentata durante le prove ufficiali, ma venne subito fermata con la bandiera nera dai commissari. La casa britannica proseguì perciò con la tradizionale 81B. Al venerdì il più rapido fu ancora Reutemann, che chiuse in 1'35"390, ben cinque secondi meno di quanto ottenuto nel 1978 da Ronnie Peterson, unica edizione disputata sul tracciato di Jacarepaguá. Secondo si classificò Nelson Piquet, che precedette l'altro pilota della Williams, Alan Jones. Le vetture con punte di velocità più elevate furono le Ferrari, che toccarono i 220 km/h. Derek Daly distrusse la sua March nel corso del suo primo giro, e non fu così capace di fare segnare tempi validi, né al venerdì, né al sabato, non riuscendo la scuderia a riparare in tempo la monoposto.
Al sabato Nelson Piquet scalò la classifica dei tempi, e ottenne la pole negli ultimi minuti della sessione. Per Piquet era la terza partenza al palo nel mondiale, il primo brasiliano a riuscire nell'impresa nel gran premio nazionale dal 1974 (all'epoca Emerson Fittipaldi). Piquet precedette le due Williams e l'Arrows di Riccardo Patrese.

### Risultati
Nella sessione di qualifica si è avuta questa situazione:
| Pos | Nº | Pilota              | Costruttore              | Tempo       | Griglia |
| --- | -- | ------------------- | ------------------------ | ----------- | ------- |
| 1   | 5  | Nelson Piquet       | Brabham-Ford Cosworth    | 1'35"079    | 1       |
| 2   | 2  | Carlos Reutemann    | Williams-Ford Cosworth   | 1'35"390    | 2       |
| 3   | 1  | Alan Jones          | Williams-Ford Cosworth   | 1'36"337    | 3       |
| 4   | 29 | Riccardo Patrese    | Arrows-Ford Cosworth     | 1'36"667    | 4       |
| 5   | 15 | Alain Prost         | Renault                  | 1'36"670    | 5       |
| 6   | 23 | Bruno Giacomelli    | Alfa Romeo               | 1'37"283    | 6       |
| 7   | 27 | Gilles Villeneuve   | Ferrari                  | 1'37"497    | 7       |
| 8   | 16 | René Arnoux         | Renault                  | 1'37"561    | 8       |
| 9   | 22 | Mario Andretti      | Alfa Romeo               | 1'37"597    | 9       |
| 10  | 11 | Elio De Angelis     | Lotus-Ford Cosworth      | 1'37"734    | 10      |
| 11  | 6  | Héctor Rebaque      | Brabham-Ford Cosworth    | 1'37"777    | 11      |
| 12  | 20 | Keke Rosberg        | Fittipaldi-Ford Cosworth | 1'37"981    | 12      |
| 13  | 12 | Nigel Mansell       | Lotus-Ford Cosworth      | 1'38"003    | 13      |
| 14  | 3  | Eddie Cheever       | Tyrrell-Ford Cosworth    | 1'38"160    | 14      |
| 15  | 7  | John Watson         | McLaren-Ford Cosworth    | 1'38"263    | 15      |
| 16  | 26 | Jacques Laffite     | Ligier-Matra             | 1'38"273    | 16      |
| 17  | 28 | Didier Pironi       | Ferrari                  | 1'38"565    | 17      |
| 18  | 14 | Marc Surer          | Ensign-Ford Cosworth     | 1'38"570    | 18      |
| 19  | 33 | Patrick Tambay      | Theodore-Ford Cosworth   | 1'38"726    | 19      |
| 20  | 8  | Andrea De Cesaris   | McLaren-Ford Cosworth    | 1'38"780    | 20      |
| 21  | 30 | Siegfried Stohr     | Arrows-Ford Cosworth     | 1'39"190    | 21      |
| 22  | 21 | Chico Serra         | Fittipaldi-Ford Cosworth | 1'39"326    | 22      |
| 23  | 25 | Jean-Pierre Jarier  | Ligier-Matra             | 1'39"398    | 23      |
| 24  | 4  | Ricardo Zunino      | Tyrrell-Ford Cosworth    | 1'39"798    | 24      |
| NQ  | 9  | Jan Lammers         | ATS-Ford Cosworth        | 1'39"844    | NQ      |
| NQ  | 32 | Beppe Gabbiani      | Osella-Ford Cosworth     | 1'40"709    | NQ      |
| NQ  | 31 | Miguel Ángel Guerra | Osella-Ford Cosworth     | 1'40"984    | NQ      |
| NQ  | 18 | Eliseo Salazar      | March-Ford Cosworth      | 1'43"267    | NQ      |
| NQ  | 17 | Derek Daly          | March-Ford Cosworth      | senza tempo | NQ      |

## Gara

### Resoconto
L'arrivo della pioggia spinse quasi tutti i piloti a montare gomme da bagnato. Solo Nelson Piquet, Didier Pironi e Siegfried Stohr optarono per gomme slick. Alla partenza Piquet, che aveva ignorato le richieste della Brabham di montare gomme da bagnato, fece pattinare la vettura, venendo passato dalle due Williams. L'errore del brasiliano rallentò Gilles Villeneuve, che venne tamponato da Mario Andretti: la Ferrari, a sua volta, andò a colpire la Renault di René Arnoux. Venne coinvolto anche Chico Serra. Solo Villeneuve fu capace di proseguire la gara. Piquet decise di non cambiare le gomme, pur con una pista bagnata. Questo perché la sua Brabham, dotata di un sistema di ammortizzatori autonomatici, ideato per sopperire al divieto di "minigonne", richiedeva un tempo più lungo per il cambio gomme.
Carlos Reutemann prese la testa della corsa, seguito da Alan Jones, a sua volta seguito da tre piloti italiani: Riccardo Patrese, Bruno Giacomelli ed Elio De Angelis. La scelta delle gomme lisce penalizzò Piquet, che scese nelle retrovie. Al giro 4 De Angelis passò Giacomelli, mentre al giro 10 Villeneuve fu costretto ai box per cambiare il musetto a causa di un alettone, piegato nell'incidente al via.
Dopo due giri Bruno Giacomelli fu costretto ai box per un malfunzionamento di una bobina. La classifica restava cristallizzata nelle prime tre posizioni poi, dopo De Angelis, si trovavano Keke Rosberg, John Watson e Marc Surer.
Al quattordicesimo giro Watson prese una posizione a Rosberg che, nel giro di poche tornate, scese ancora in classifica, passato anche da Jean-Pierre Jarier e Surer. L'elvetico della Ensign fu autore di una bella gara, che lo portò a passare sia Jarier (al giro 28), che Watson al giro 35 (autore di un'uscita di pista che gli fece perdere diverse posizioni). Un giro dopo Surer fece segnare il giro più veloce della gara, il primo e unico per lui e per la sua scuderia.
Al giro 49 Surer passò anche De Angelis e s'installò al quarto posto, resistendo poi al ritorno di De Angelis, Jarier e Laffite. Intanto, negli ultimi giri, dal box della Williams, venne esposto a Reutemann un cartello che gli chiedeva di lasciare passare Jones: l'argentino però lo ignorò. Al giro 60 Laffite conquistò il sesto posto su Jarier.
La gara venne interrotta al giro 62, un giro prima della conclusione prevista, per il raggiungimento delle due ore di gara. Per Carlos Reutemann fu l'undicesima vittoria nel mondiale. Jones chiuse secondo, terzo Riccardo Patrese e quarto Marc Surer. Per l'Ensign fu il miglior risultato in F1.

### Risultati
I risultati del gran premio furono i seguenti:
| Pos | No | Pilota              | Costruttore              | Giri | Tempo/Ritiro             | Pos. Griglia | Punti |
| --- | -- | ------------------- | ------------------------ | ---- | ------------------------ | ------------ | ----- |
| 1   | 2  | Carlos Reutemann    | Williams-Ford Cosworth   | 62   | 2h00'23"66               | 2            | 9     |
| 2   | 1  | Alan Jones          | Williams-Ford Cosworth   | 62   | + 4"44                   | 3            | 6     |
| 3   | 29 | Riccardo Patrese    | Arrows-Ford Cosworth     | 62   | + 1'03"08                | 4            | 4     |
| 4   | 14 | Marc Surer          | Ensign-Ford Cosworth     | 62   | + 1'17"03                | 18           | 3     |
| 5   | 11 | Elio De Angelis     | Lotus-Ford Cosworth      | 62   | + 1'26"42                | 10           | 2     |
| 6   | 26 | Jacques Laffite     | Ligier-Matra             | 62   | + 1'26"83                | 16           | 1     |
| 7   | 25 | Jean-Pierre Jarier  | Ligier-Matra             | 62   | + 1'30"25                | 23           |       |
| 8   | 7  | John Watson         | McLaren-Ford Cosworth    | 61   | + 1 giro                 | 15           |       |
| 9   | 20 | Keke Rosberg        | Fittipaldi-Ford Cosworth | 61   | + 1 giro                 | 12           |       |
| 10  | 33 | Patrick Tambay      | Theodore-Ford Cosworth   | 61   | + 1 giro                 | 19           |       |
| 11  | 12 | Nigel Mansell       | Lotus-Ford Cosworth      | 61   | + 1 giro                 | 13           |       |
| 12  | 5  | Nelson Piquet       | Brabham-Ford Cosworth    | 60   | + 2 giri                 | 1            |       |
| 13  | 4  | Ricardo Zunino      | Tyrrell-Ford Cosworth    | 57   | + 5 giri                 | 24           |       |
| NC  | 3  | Eddie Cheever       | Tyrrell-Ford Cosworth    | 49   | Non classificato         | 14           |       |
| NC  | 23 | Bruno Giacomelli    | Alfa Romeo               | 40   | Non classificato         | 6            |       |
| Rit | 27 | Gilles Villeneuve   | Ferrari                  | 25   | Turbo                    | 7            |       |
| Rit | 6  | Héctor Rebaque      | Brabham-Ford Cosworth    | 22   | Testacoda                | 11           |       |
| Rit | 15 | Alain Prost         | Renault                  | 20   | Collisione con D.Pironi  | 5            |       |
| Rit | 30 | Siegfried Stohr     | Arrows-Ford Cosworth     | 20   | Incidente                | 21           |       |
| Rit | 28 | Didier Pironi       | Ferrari                  | 19   | Collisione con A.Prost   | 17           |       |
| Rit | 8  | Andrea De Cesaris   | McLaren-Ford Cosworth    | 9    | Motore                   | 20           |       |
| Rit | 16 | René Arnoux         | Renault                  | 0    | Collisione alla partenza | 8            |       |
| Rit | 22 | Mario Andretti      | Alfa Romeo               | 0    | Collisione alla partenza | 9            |       |
| Rit | 21 | Chico Serra         | Fittipaldi-Ford Cosworth | 0    | Collisione alla partenza | 22           |       |
| NQ  | 9  | Jan Lammers         | ATS-Ford Cosworth        |      |                          |              |       |
| NQ  | 32 | Beppe Gabbiani      | Osella-Ford Cosworth     |      |                          |              |       |
| NQ  | 31 | Miguel Ángel Guerra | Osella-Ford Cosworth     |      |                          |              |       |
| NQ  | 18 | Eliseo Salazar      | March-Ford Cosworth      |      |                          |              |       |
| NQ  | 17 | Derek Daly          | March-Ford Cosworth      |      |                          |              |       |
| ES  | 14 | Ricardo Londoño     | Ensign-Ford              |      | Non ammesso alle prove   |              |       |

## Classifiche

### Piloti
| Pos. | Pilota           | Punti |
| ---- | ---------------- | ----- |
| 1    | Alan Jones       | 15    |
| =    | Carlos Reutemann | 15    |
| 3    | Nelson Piquet    | 4     |
| =    | Riccardo Patrese | 4     |
| 5    | Mario Andretti   | 3     |
| =    | Marc Surer       | 3     |
| 7    | Eddie Cheever    | 2     |
| =    | Elio De Angelis  | 2     |
| 9    | Patrick Tambay   | 1     |
| =    | Jacques Laffite  | 1     |

### Costruttori
| Pos. | Team                   | Punti |
| ---- | ---------------------- | ----- |
| 1    | Williams-Ford Cosworth | 30    |
| 2    | Brabham-Ford Cosworth  | 4     |
| =    | Arrows-Ford Cosworth   | 4     |
| 4    | Ensign-Ford Cosworth   | 3     |
| =    | Alfa Romeo             | 3     |
| 6    | Tyrrell-Ford Cosworth  | 2     |
| =    | Lotus-Ford Cosworth    | 2     |
| 8    | Theodore-Ford Cosworth | 1     |
| =    | Ligier-Matra           | 1     |

## Polemiche dopo la gara
Il mancato rispetto degli ordini di scuderia da parte di Carlos Reutemann scatenò la protesta di Alan Jones, il quale affermò che da quel momento in poi avrebbe considerato Reutemann come un avversario e non più come un compagno di scuderia. Reutemann rispose dicendo di non aver visto il cartello.